# Cropia impressionata
Cropia impressionata är en fjärilsart som beskrevs av Dyar 1919. Cropia impressionata ingår i släktet Cropia och familjen nattflyn. Inga underarter finns listade i Catalogue of Life.